# 台湾羽枝藓
台湾羽枝藓（学名：Pinnatella taiwanensis）为平藓科羽枝藓属下的一个种。